# لورنس فينوتي
لورنس فينوتي (بالإنجليزية: Lawrence Venuti)‏ ـ (ولد سنة 1953) هو مترجم أمريكي ومؤرخ لفن الترجمة وواحد من أبرز منظِّري الترجمة المعاصرين، تخصص في الترجمة من اللغات الإيطالية والفرنسية والكتالونية إلى الإنجليزية.